# TotalEnergies Belgique
TotalEnergies Belgique, anciennement Lampiris puis Total Spring, est un fournisseur et producteur d'électricité et de gaz naturel privé belge présent sur le marché belge depuis 2003 et sur le marché français depuis 2012. C'est une filiale du groupe français TotalEnergies.
La société est créée en 2003 au moment de la déréglementation du marché de l'énergie en Belgique qui met fin au monopole des opérateurs historiques. Elle se positionne alors sur le secteur des énergies renouvelables. En 2007, elle se met à la production d'électricité, et en 2012, elle commence la commercialisation de ses offres en France. Au fil des années, la société met en place plusieurs services pour ses clients : la maîtrise d'œuvre d'isolation thermique en 2012, la livraison de bois de chauffage et l'entretien et le dépannage de chaudières en 2014. Finalement, Lampiris est racheté par le pétrolier français Total en juin 2016.
Lampiris compte plus de 1 million de clients belges et français à la mi-2016.
Le 5 octobre 2017, Lampiris prend le nom en France de Total Spring à l'occasion du lancement en France des offres d'énergie (électricité renouvelable et gaz) de Total destinées aux particuliers, Lampiris continue d'exister sous sa propre marque en Belgique.
Le 11 avril 2019, Total Spring fusionne avec Direct Énergie pour former Total Direct Énergie.

## Histoire

### 2003: Création d'un fournisseur d'énergie alternatif
Lampiris est fondée en 2003 par Bruno Venanzi et Bruno Vanderschueren au moment de la déréglementation du marché de l'énergie en Belgique. Le nom de la société vient du genre Lampyris qui regroupe différentes espèces de vers luisants. Le fournisseur alternatif aux opérateurs historiques Electrabel et Luminus commence la commercialisation de ses offres dites « d'électricité verte » — c'est-à-dire d'origine renouvelable — et de gaz naturel en Belgique en 2005,,.
En 2011, Lampiris tente de racheter son concurrent sur le marché belge Nuon avec l'aide du fonds d'investissement flamand Gimv (en), mais c'est finalement l'italien ENI qui remporte la mise. Cette même année, l'entreprise rachète la société gérant une éolienne de 2 MW installée en 2007 à Couvin en Belgique et la renomme Lampiris Wind.
En février 2012, la société lance un service d'isolation thermique des bâtiments prenant en charge toutes les démarches de l'audit à la réalisation des travaux. Fin 2012, la société commence la commercialisation de ses offres sur le marché français après avoir obtenu les autorisations nécessaires les années précédentes,.  
En juin 2013, les sociétés d'investissement Gimv (en) et SRIM entrent dans le capital de Lampiris en apportant 40 millions d'euros ensemble. À la fin de l'année, Lampiris remporte sur le marché français un groupement d'achat de gaz organisé par UFC Que choisir. Il s'engage à fournir du gaz à un tarif au minimum 13 % moins chère que le tarif réglementé offert par GDF Suez. L'entreprise remporte également la seconde opération menée l'année suivante,.
En février 2014, Lampiris remporte la concession de gestion de la centrale hydroélectrique de pompage-turbinage de la Plate Taille, d'une puissance de 140 MW, située sur les lacs de l'Eau d'Heure en Belgique. En juin, la société lance un service belge de livraison de pellets et autres bois de chauffage produits dans les environs. En décembre, l'entreprise continue sa diversification en lançant un service d'entretien et de dépannage de chaudières avec l'aide d'un prestataire. Le 27 novembre 2014, la société teste son service d'alerte anti-black-out en envoyant un SMS à ses 140 000 clients inscrits leur demandant de réduire leur consommation entre 18  et   19 heures. 89 % des personnes contactées ont respecté la consigne, faisant de ce test un succès.
En mars 2015, Lampiris lance un recours en justice contre les régulateurs de l'énergie bruxellois (Brugel), flamand (Vreg) et wallon (CWaPE). La société conteste le fait de devoir supporter seule les factures impayées de ses clients, c'est-à-dire de payer les frais de transport, de distribution et les diverses taxes à leur place. Mais elle est déboutée à deux reprises en 2016.
En avril 2016, la société tente d'implanter un parc éolien à Engis (Belgique) en collaboration avec NPG Energy, mais finit par se retirer du projet en août.
En septembre 2016, Lampiris remporte sur le marché français un groupement d'achat de gaz et d’électricité organisé par UFC Que choisir. Il s'engage à fournir du gaz à un tarif au minimum 17 % moins chère que le tarif réglementé et à fournir de l'électricité à un tarif au minimum 23% moins chère que le tarif réglementé.

### 2016: Rachat par Total
Le 14 juin 2016, Lampiris annonce son rachat par le groupe français Total pour un montant de 180 millions d'euros. Le pétrolier qui a déjà commencé à se diversifier dans l'électricité auprès des industriels cherche alors à se positionner sur le segment des particuliers. Ce rachat provoque une indignation de la part des Belges, déçus de voir une entreprise se revendiquant 100 % verte et 100 % belge passer sous le contrôle d'un géant pétrolier français,.

### 2022: Lampiris devient TotalEnergies
En janvier 2022, Lampiris change de nom et devient TotalEnergies.

## Activités

### Fourniture d'énergie
Lampiris est un fournisseur d'électricité et de gaz naturel pour les particuliers et professionnels en Belgique et en France (via Lampiris France)[source insuffisante]. 
À la mi-2016, la société comptait environ 850 000 clients belges et 200 000 français.

### Production d'énergie
Lampiris est également un producteur d'électricité d'origine renouvelable. Elle possède une éolienne d'une puissance de 2 MW située à Couvin en Belgique via Lampiris Wind. Elle gère la concession de la centrale hydroélectrique de pompage-turbinage de la Plate Taille,.

## Organisation

### Direction
Lampiris est dirigé par un directeur général nommé par le conseil d'administration.
Directeur général
- Bruno Venanzi : 2003-2009 ;
- Tom van de Cruys[25] : depuis 2009.
- Marc Bensadoun : depuis 2019.

### Capital
Lampiris est une société anonyme de droit belge, filiale du groupe français Total depuis 2016.
Auparavant, elle était détenue majoritairement par les deux fondateurs Bruno Venanzi et Bruno Vanderschueren (à 60 % à parts égales). Les sociétés d'investissement Gimv (en) et SRIM détiennent chacune 16,5 % du capital et les 7 % restant sont détenus par la direction et en autocontrôle.

### Données financières
Sur la période, exceptionnelle, du 1er janvier 2014 au 30 septembre 2015, Lampiris a fait un chiffre d'affaires de près de 1,7 milliard d'euros pour un résultat net de 16,3 millions d'euros.
|                    | 2009 | 2010 | 2011 | 2012 | 2013  | 2014/2015 |
| Chiffre d'affaires | 150  | 241  | 382  | 695  | 1 053 | 1 699     |
| Résultat net       | -    | -    | -    | -    | -     | 16,3      |

### Siège
Le siège social de Lampiris se situe au 54 rue Saint-Laurent à Liège en Belgique. Sa filiale française se trouve au 48 rue de Provence dans le 9e arrondissement de Paris.

## Controverse
En 2018, Total Spring, la filiale française de Lampiris, a été épinglée par le Médiateur de l’Énergie pour ses méthodes de démarchage agressives. Le Médiateur de l’Énergie a recensé 89 litiges (contestation des niveaux de consommation facturée, délais contractuels, problème de facturation, etc.)  concernant la société sur l’année 2017, faisant de Total Spring le deuxième fournisseur cumulant le plus de litiges derrière ENI. Le directeur de Total Spring a indiqué « assumer pleinement ce démarchage agressif sur un marché de plus en plus concurrentiel ».